# 행정상 즉시강제
행정상 즉시강제는 행정강제의 일종으로서 목전의 급박한 행정상 장해를 제거할 필요가 있는 경우에, 미리 의무를 명할 시간적 여유가 없을 때 또는 그 성질상 의무를 명하여 가지고는 목적달성이 곤란할 때에, 직접 국민의 신체 또는 재산에 실력을 가하여 행정상 필요한 상태를 실현하는 작용이다 행정강제는 행정상 강제집행을 원칙으로 하며, 법치국가적 요청인 예측가능성과 법적 안정성에 반하고, 기본권 침해의 소지가 큰 권력작용인 행정작용인 행정상 즉시강제는 어디까지 예외적인 강제수단이다.

## 사례
- 경찰이 차에서 피켓을 꺼내 1인 시위를 준비하려는 진정인들의 예비행위를 제지한 행위는 행정상 즉시강제로 볼 여지가 있다[3]

- 관계행정청이 등급분류를 받지 아니하거나 등급분류를 받은 게임물과 다른 내용의 게임물을 발견한 경우 관계공무원이 이를 수거, 폐기하는 것은 행정상 즉시강제이다[4]

## 같이 보기
- 행정상 강제집행